# برنس لاشا
برنس لاشا (بالإنجليزية: Prince Lasha)‏ هو عازف جاز أمريكي، ولد في 10 سبتمبر 1929 في فورت وورث في الولايات المتحدة، وتوفي في 12 ديسمبر 2008 في أوكلاند في الولايات المتحدة.

## وصلات خارجية
- برنس لاشا على موقع ميوزك برينز (الإنجليزية)
- برنس لاشا على موقع أول ميوزيك (الإنجليزية)
- برنس لاشا على موقع ديسكوغز (الإنجليزية)